# جوينفيل
جوينفيل هي بلدية في البرازيل، تتبع سانتا كاتارينا، بلغ عدد سكانها 515٬288  نسمة، في 2010، تبلغ مساحتها 1٬126٫106 كيلومتر مربع، رمزها البريدي هو 89200-000.

## الموقع
تشترك في الحدود مع:
- Araquari [الإنجليزية]‏.

## مدن توأم
المدن التوأم:
- سبيشسكا نوفا فيس.

## أعلام
- إليانا مارتينز
- لمى غروث
- إدواردو فيشر
- ويليان بوب
- ألكسندر فير